# TVP ABC (czasopismo)
TVP ABC – polski miesięcznik edukacyjny dla dzieci w wieku przedszkolnym i wczesnoszkolnym oraz rodziców, wydawany od 18 marca 2015 roku przez Edipresse Polska w nakładzie 40 tys. egzemplarzy na podstawie umowy o wykorzystanie marki TVP ABC zawartej z Telewizją Polską. Redaktorem naczelnym czasopisma jest Katarzyna Michalczak.